# نويك
نويك (بالفرنسية: Nouic)‏ هي بلدية في مقاطعة فيين العليا في منطقة أقطانية الجديدة غرب وسط فرنسا.